# Pain essène
Le pain essène, pain essénien ou pain d'Ézéchiel, est une préparation culinaire ancestrale[réf. nécessaire], un pain à grains entiers germés. Les graines germées sont mixées (pour former une pâte à l'instar du pain traditionnel) et mises à déshydrater à basse température, soit au soleil, soit au déshydrateur (ou au four à basse température).

## Dénominations
L'expression pain essène ou pain essénien provient du nom du Pays essénien et de son peuple les Esséniens. L'expression pain d'Ézéchiel est issue du nom biblique Ézéchiel.
Ce pain germé est aussi surnommé pain de vie en raison du fait qu'il ne perde pas ses nutriments contrairement aux pains non germés.

## Histoire
L'origine du pain essène — et de son nom — viendrait des Esséniens[réf. nécessaire] qui, il y a plus de 2 000 ans au Levant en Palestine, préparaient cet aliment sans cuisson, par simple déshydratation au soleil.

## Confection
Le pain essène s'obtient en trempant tout d'abord les céréales utilisées pour en obtenir la germination. Une fois germés, les grains sont alors broyés pour former une pâte qui va fermenter naturellement, sans jamais être chauffée à plus de 80 °C[réf. nécessaire], au maximum. Cette absence de cuisson permet de préserver tous les nutriments du pain ainsi obtenu.